# サンデー・オブザーバー
サンデー・オブザーバー（Sunday Observer）とは、スリランカの週刊の新聞で毎週日曜日に発行され、英語で書かれている。サンデー・オブザーバーと、その姉妹紙であるデイリー・ニュース、ディナミナ、シルミナ、ティナカランは国営企業であるレイクハウスから発行されている。サンデー・オブザーバーの歴史はイギリスの植民地時代である1834年にさかのぼり、1928年に現在の体裁が確立された。サンデー・オブザーバーは、官報であるスリランカ・ガゼッタを除いてスリランカで最古の新聞である。2012年2月当時の発行部数は175,000部。

## 沿革

### 起源
1796年にイギリスはスリランカの沿岸部を獲得し、1818年までの島での支配を確立した。1829年にイギリス植民地省はセイロン総督エドワード・バーンズ統治下のスリランカの行政を評価し、改革を勧告するためにコールブルック＝キャメロン委員会を設立する。1833年のコールブルック＝キャメロン委員会の報告はスリランカの近代化の始まりとされており、その中にセイロン総督の広範囲な権限を制限するための独立した新聞の刊行が含まれていた。当時流通していた唯一の新聞は、1802年からセイロン島のイギリスの支配地域で発行されていたセイロン政府の広報だった。
委員会の勧告の結果、新たに総督に赴任したロバート・ウィルモット＝ホートンは、1832年に「コロンボ・ジャーナル」という名の新聞の刊行を開始した。しかし、政府から独立した新聞が必要とされている理由から、1833年にイギリス政府によってコロンボ・ジャーナルの発行は停止された。コロンボ・ジャーナルの廃刊によってできた空白を埋めるため、コロンボの商人G. AcklandとE. J. Darleyは「オブザーバー・アンド・コマーシャル・アドバタイザー」という名の隔週刊の新聞を創刊した。

### 19世紀

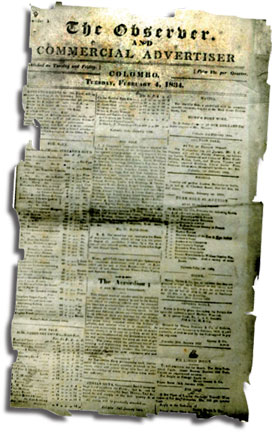
1834年2月4日に発行された「オブザーバー・アンド・コマーシャル・アドバタイザー」の一面

1834年2月に初めて刊行されたオブザーバー・アンド・コマーシャル・アドバタイザーはE.J.ダーレーとジョージ・ウィンターが編集長を務めた。同年に新聞は警察署長を批判したために名誉棄損で告発されたが、裁判所によって訴訟は棄却される。1835年にバドゥッラで医師を務めていた経歴を持つクリストファー・エリオットが編集長に就任し、エリオットは新聞を「コロンボ・オブザーバー」に改名した。コロンボ・オブザーバーは政府に対して非常に批判的な姿勢をとり、1848年のマータレーの反乱の際、キャンディの仏歯がイギリス軍によって破壊された事件さえも報じた。1873年にセイロン島で最初の日刊紙となったコロンボ・オブザーバーは、中央高地の農園主を対象としていた。

### 20世紀
経済界の有力者で新聞界に強い力を持つD. R.ヴィジェワルデナがコロンボ・オブザーバーを買収し、1923年にセイロン・オブザーバーに改名した。ヴィジェワルデナは最終的にディナミナ、シルミナ、セイロン・デイリーニュース、オブザーバー、サンデー・オブザーバー、ティナカラン、サンデー・ティナカラン（ティナカラン・ヴァラマンジャリ）の7つの新聞で構成される「レイクハウス」と呼ばれるメディア・ネットワークを設立した。1973年にスリランカ大統領シリマヴォ・バンダラナイケはレイクハウス出版社収容法案によってレイクハウスを国有化し、A.K.プレマダサが最初の会長に任命された。

### 21世紀
サンデー・オブザーバーは紙に印刷された形態以外にオンライン版も発行されている。また、スクールボーイ・クリケッター・オブジイヤーなどのスポーツの競技会を毎年開催している。